# Mònika Jiménez Morales
Mònika Jiménez-Morales és professora del Departament de Comunicació de la Universitat Pompeu Fabra (UPF) de Barcelona (Espanya). És doctora en comunicació audiovisual i llicenciada en Ciències de la Comunicació i Humanitats. La seva investigació se centra en la incidència psicosocial del discurs dels mitjans de comunicació i les xarxes socials. Participa activament en conferències internacionals des del 2004 i va ser professora visitant a la Universitat de Califòrnia, Berkeley, on va treballar en projectes sobre publicitat i obesitat infantil. Com a membre del Grup de Recerca en Comunicació, Publicitat i Societat (CAS UPF), és autora de nombroses publicacions i ha coordinat diversos estudis. Actualment, codirigeix el projecte SMARS (Salud Mental, Adolescencia y Redes Sociales), que explora influents i adolescents com a creadors i consumidors de contingut en salut mental a les xarxes socials. El projecte s’endinsa en el discurs, la prevalença i l’alfabetització digital relacionada amb els trastorns psicològics i el seu estigma.

## Obra

### Articles
És autora de nombroses publicacions acadèmiques. Concretament, en els últims 5 anys ha participat en:
- Virós-Martín C., Jiménez-Morales M., Montana M. (2024) Can’t stop scrolling! Adolescents’ patterns of TikTok use and digital wellbeing self-perception. Humanities and Social Sciences Communications
- Lopera-Mármol, M., Jiménez-Morales, M., & Jiménez-Morales, M. (2023). Narrative representation of depression, ASD, and ASPD in «Atypical»,«My Mad Fat Diary» and «The End of The F*** ing World». Communication & Society, 36(1), 17-34.[1]
- Sánchez-Reina, J. R., Jiménez-Morales, M., & Montaña Blasco, M. (2023). Satisfacción corporal y uso de pantallas en escolares españoles. Revista Mediterránea De Comunicación, 2023, 14 (1).[2]
- Lopera-Mármol, M., Jiménez-Morales, M., & Jiménez-Morales, M. (2022). Aesthetic Representation of Antisocial Personality Disorder in British Coming-of-Age TV Series. Social Sciences, 11, 133.[3]
- Jiménez-Morales, M., & Blasco, M. M. (2021). Presence and strategic use of the Mediterranean Diet in food marketing: Analysis and association of nutritional values and advertising claims from 2011 to 2020. NFS Journal, 24, 1-6.[4]
- Jiménez-Morales, M., Montaña, M., & Medina-Bravo, P. (2020). Childhood use of mobile devices: Influence of mothers’ socio-educational level. Comunicar, 28(64), 21-28.[5]

### Llibres
- Jiménez-Morales, M., Montaña, M,, Sánchez- Reina JR (2025) Publicidad de alimentos, emociones y salud mental. Incidencia del discurso publicitario en el patrón alimentario y la imagen corporal de los jóvenes en transición hacia la vida adulta. Ed. UOC
- Jiménez-Morales, M., de Lenne, O., Montaña, M., & Vandenbosch, L. (2020). Body Image in Advertising Messages: The Influence of Television Advertising on the Construction of Children’s Body Image. In Innovation in Advertising and Branding Communication (pp. 103-116). Routledge.[6]
- Jiménez-Morales, M. &  Panizo JM. (2017). Eventos y protocolo: la gestión estratégica de actos corporativos e institucionales. Editorial UOC.[7]
- Carrillo MV.; Jiménez- Morales, M.; Sánchez-Hernández, M. (2013): Advertising and Body Cult. México: Pearson Educación[8]

## Premis
- Premi extraordinari de doctorat (2008): "De l'estereotip adult a la realitat preadolescent. Influència del discurs audiovisual publicitari en els trastorns del comportament alimentari en nens i nenes de 8 a 12 anys"